# (102) Miriam
Pour les articles homonymes, voir Miriam (homonymie).
(102) Miriam est un astéroïde de la ceinture principale découvert par Christian Peters le 22 août 1868.

## Compléments